# Partido Liberal de Honduras
Der Partido Liberal de Honduras (PLH; Liberale Partei von Honduras) ist eine Partei in Honduras.
Die Partei wurde am 5. Februar 1891 gegründet. Der Parteisitz befindet sich in der honduranischen Hauptstadt Tegucigalpa. Die Farbe der Partei ist Rot. Hauptrivale ist die konservative Partei Partido Nacional de Honduras (PNH).

## Wahlen 2001
Bei der Parlamentswahl in Honduras 2001 am 25. November 2001 erreichte die PLH 40,8 % der Stimmen und mit 55 der 128 Sitze im Parlament (Congreso Nacional) keine Mehrheit. Auch der Präsidentschaftskandidat der PLH Rafael Pineda Ponce (er erreichte 44,3 % der Stimmen) musste sich dem Kandidaten der PNH Ricardo Maduro, der mit 52,2 % zum Präsidenten gewählt wurde, geschlagen geben.

## Wahlen 2005
Bei der Parlamentswahl in Honduras 2005 am 27. November 2005 legte die PLH zu und erreichte 62 Mandate. Damit verfügte sie alleine über keine Mehrheit in der Kammer. Bei der Präsidentenwahl siegte jedoch der PLH-Kandidat Manuel Zelaya mit 49,9 % der Stimmen über den PNH-Kandidaten Porfirio „Pepe“ Lobo Sosa, der nur 46,2 % der Stimmen erhielt.
In den folgenden Jahren zeigte Zelaya Sympathien für die Regierungen des Staatenbündnisses ALBA, welchem der Staat Honduras am 25. August 2008 beitrat. Die Partido Liberal war über diesen Kurs gespalten in einen Zelaya-unterstützenden linken Flügel und einen konservativen Flügel, angeführt vom innerparteilichen Konkurrenten Roberto Micheletti.
Der Streit eskalierte, als Zelaya über die Einberufung einer verfassungsgebenden Versammlung und anschließende Verfassungsänderung den Weg für eine zweite Amtszeit als Präsident frei machen wollte. Das Verfassungsgericht und das Parlament lehnten diesen Plan ab. In der Folge wurde Zelaya im Rahmen des Putsches in Honduras 2009 für abgesetzt erklärt und außer Landes gebracht.

## Wahlen 2009
Bei der Parlamentswahl in Honduras 2009 am 29. November 2009 erlitt die PLH eine schwere Niederlage. Auch ihr Präsidentschaftskandidat Elvin Santos unterlag dem Kandidaten der PNH Porfirio Lobo Sosa deutlich.

## Wahlen 2013
Bei der Parlamentswahl in Honduras 2013 im November 2013 erlitt die PLH erneut eine Niederlage. Ihr Präsidentschaftskandidat Mauricio Villeda unterlag dem Kandidaten der PNH Juan Orlando Hernández.